# NGC 2276
NGC 2276 هي مجرة حلزونية متوسطة تقع في كوكبة الملتهب (كوكبة) . المجرة تبعد حوالي 105 مليون سنة ضوئية عن الأرض. NGC 2276 لديه مظهر غير متناظر على الأرجح الناجم عن التفاعلات الجاذبية مع جارتها. المجرة المحدبة NGC 2300 واحدة من العديد من المجرات التي تحتوي على ثقب أسود كتلة المتوسطة 50,000 مرة من كتلة الشمس، واسمه NGC 2276-3c.
NGC 2276-3c أنتجت نفاثتين: واسعة النطاق ما يقرب من 2000 سنة ضوئية طويلة وحوالي 6 سنوات ضوئية طويلة. تظهر المجرة معدل معزز لتكوين النجوم قد يكون ناجما عن اصطدام مع مجرة قزمة أو عن طريق تفاعل الجاذبية مع غاز ضغط الغاز والغبار.
تم اكتشافه من قبل فريدريش ثيودور وينيك في عام 1876. في أطلس المجرات الغريبة، يذكر المجرة مرتين مرة مجرة حلزونية مع ذراع واحد ومرة من فئة مجرة محدبة قريبة من المجرات الحلزونية ومضطربة وهي زوج مع NGC 2300.
كانت NGC 2276 موطنا لستة مستعر أعظم في السنوات الستين الماضية سنة 1962 وسنة 1968 وسنة 1968 وسنة 1993 وسنة 2005 وسنة 2016.

## وصلات خارجية
- NGC 2276 على موقع ويكي سكاي: DSS2, SDSS, GALEX, IRAS, Hydrogen α, X-Ray, Astrophoto, Sky Map, Articles and images